# Karl Spreng
Karl Spreng (* 14. Juni 1904 in Groß-Gerau; † 11. Januar 1982) war von 1956 bis 1972 Richter am deutschen Bundesgerichtshof.
Bevor er 1932 die zweite juristische Staatsprüfung ablegte, machte er eine Banklehre und schloss ein volkswirtschaftliches Studium ab. Er promovierte außerdem 1932 zum Dr. phil. mit einer Arbeit über Franz von Baader und Franz Josef von Buß. Anschließend trat er in den hessischen Justizdienst ein, wo er bis 1937 als Assessor tätig war. 1937 wurde er zum Amtsgerichtsrat am Amtsgericht Burgau ernannt. Nach Wehrdienst von 1939 bis 1945 wechselte er 1948 in den bayerischen Justizdienst ein und war dort zuletzt als Richter am Oberlandesgericht München als Vorsitzender einer Kammer für Wertpapierbereinigung tätig. Richter am Bundesgerichtshof wurde Spreng 1956, zuerst im I. Zivilsenat, ab 1967 als Vorsitzender des für Patentrecht zuständigen X. Zivilsenats. In diese Zeit fallen erste Urteile zur Patentierung von Software.
Mit Erreichen der Altersgrenze trat Spreng 1972 in den Ruhestand.
Nach seiner Pensionierung führte Spreng seine Tätigkeit als Kommentator des Staudingers noch einige Jahre fort.

## Veröffentlichungen
- Studien zur Entstehung sozialpolitischer Ideen in Deutschland auf Grund der Schriften Franz von Baader's und Franz Josef von Buß, Diss. Phil. Gießen 1931
- J. v. Staudingers Kommentar z. BGB